# Cimitero di Mount Auburn
Il cimitero di Mount Auburn (Mount Auburn Cemetery) è un cimitero rurale e monumentale situato fra Cambridge e Watertown, nel Massachusetts (Stati Uniti d'America).

## Storia
Il territorio oggi occupato dal cimitero di Mount Auburn prendeva il nome di Stone's Farm, chiamato dalla gente del posto "Sweet Auburn" dopo che Oliver Goldsmith lo nominò così nel suo Il villaggio abbandonato (1770). Benché Jacob Bigelow, avesse avuto l'idea di costruire sul posto un cimitero nel 1825, fu possibile erigerlo solo cinque anni più tardi. Il cimitero, progettato da Bigelow, Henry Alexander Scammell Dearborn, e Alexander Wadsworth prendendo a modello il cimitero di Père-Lachaise di Parigi, venne realizzato in collaborazione con la Massachusetts Horticultural Society e completato nel 1831. Durante gli anni 1840, il cimitero divenne un'attrazione popolare, e nel solo 1846 fu visitato da 60.000 persone. Dal 1975, il Mount Auburn Cemetery fa parte del National Register of Historic Places.

## Caratteristiche
Il cimitero di Mount Auburn si trova in un'area compresa fra Cambridge e Watertown, a circa sei chilometri da Boston, e occupa 28 ettari di terreno. Considerato il primo parco-cimitero d'America, il Mount Auburn Cemetery presenta al suo interno oltre 5.500 alberi appartenenti a circa settecento specie diverse, memoriali e monumenti, fra cui la Washington Tower, progettata da Bigelow e dotata di una vista panoramica, la Bigelow Chapel, e la Story Chapel and Administration Building, che, negli anni 1890, soppiantò la precedente casa di accoglienza.

## Galleria d'immagini

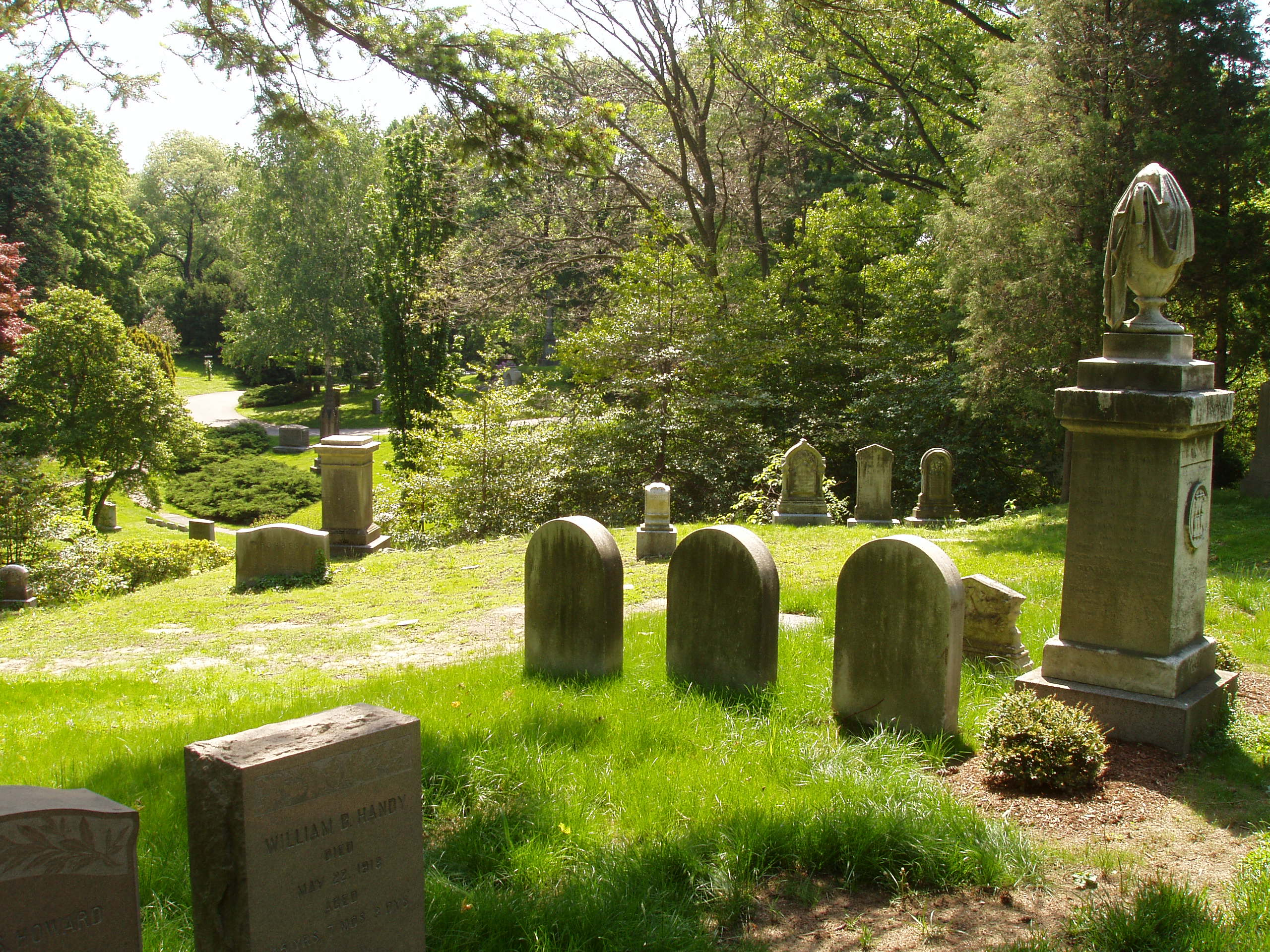
Scorcio del cimitero di Mount Auburn
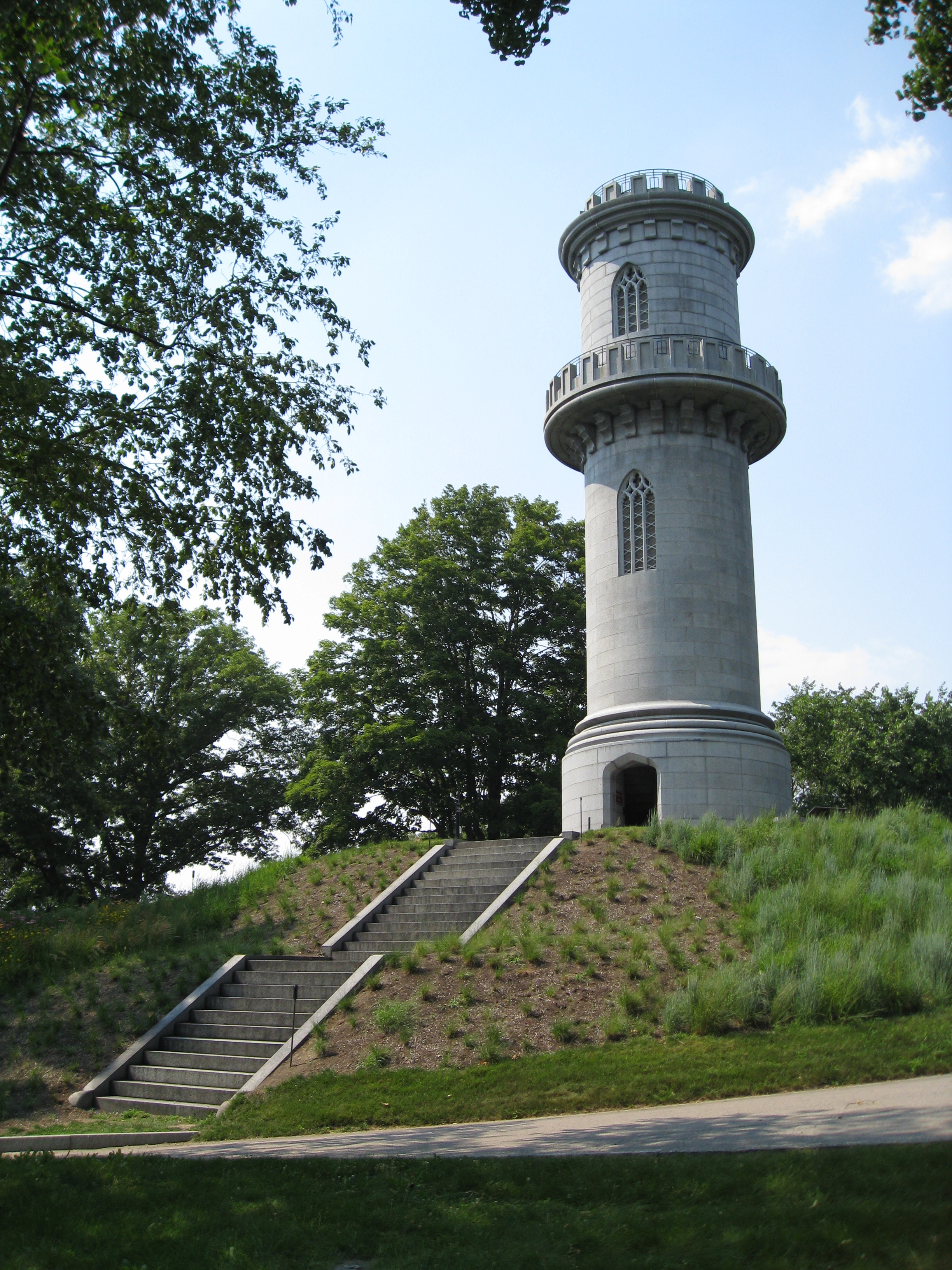
Washington Tower
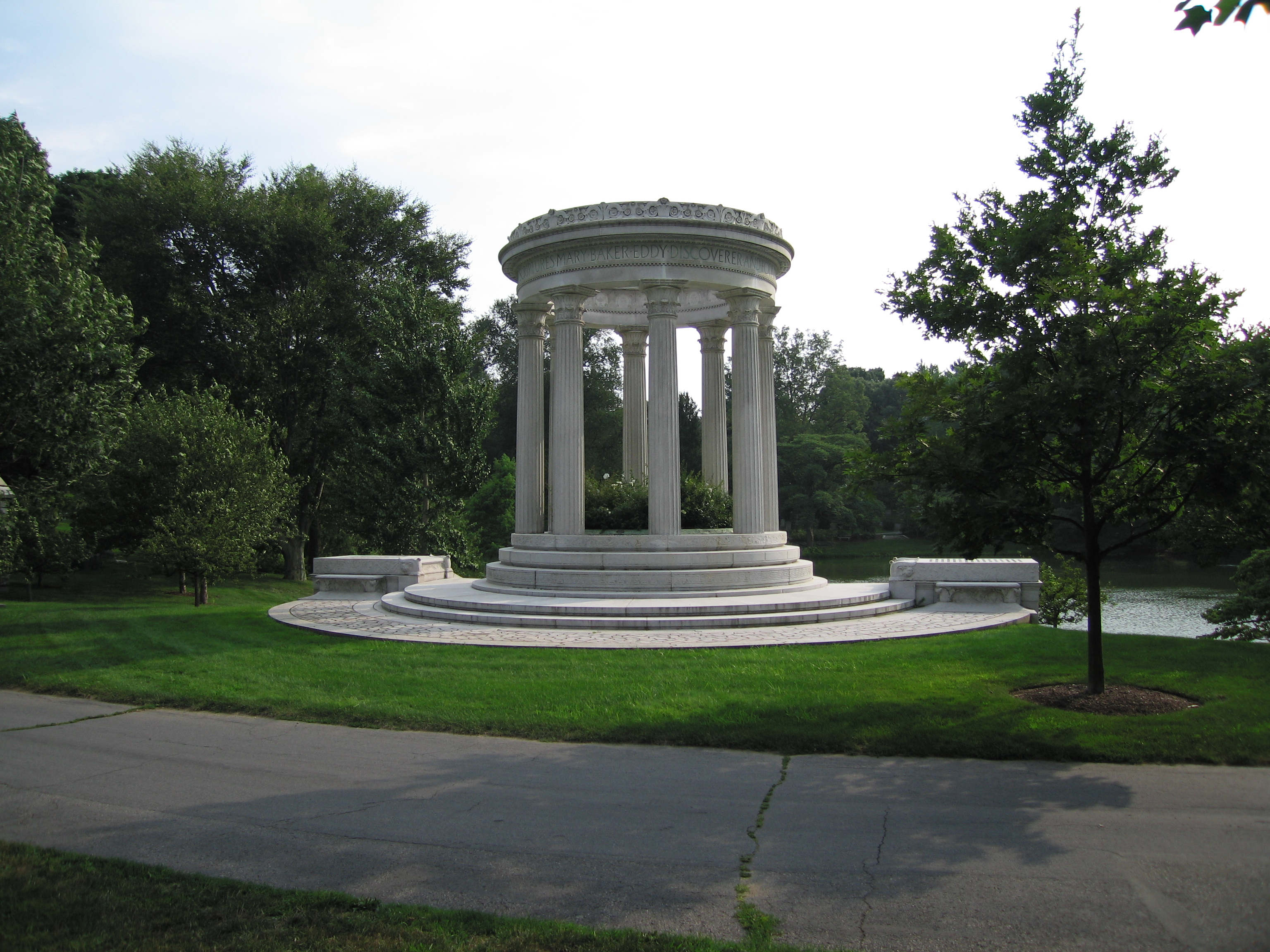
Memoriale dedicato a Mary Baker Eddy
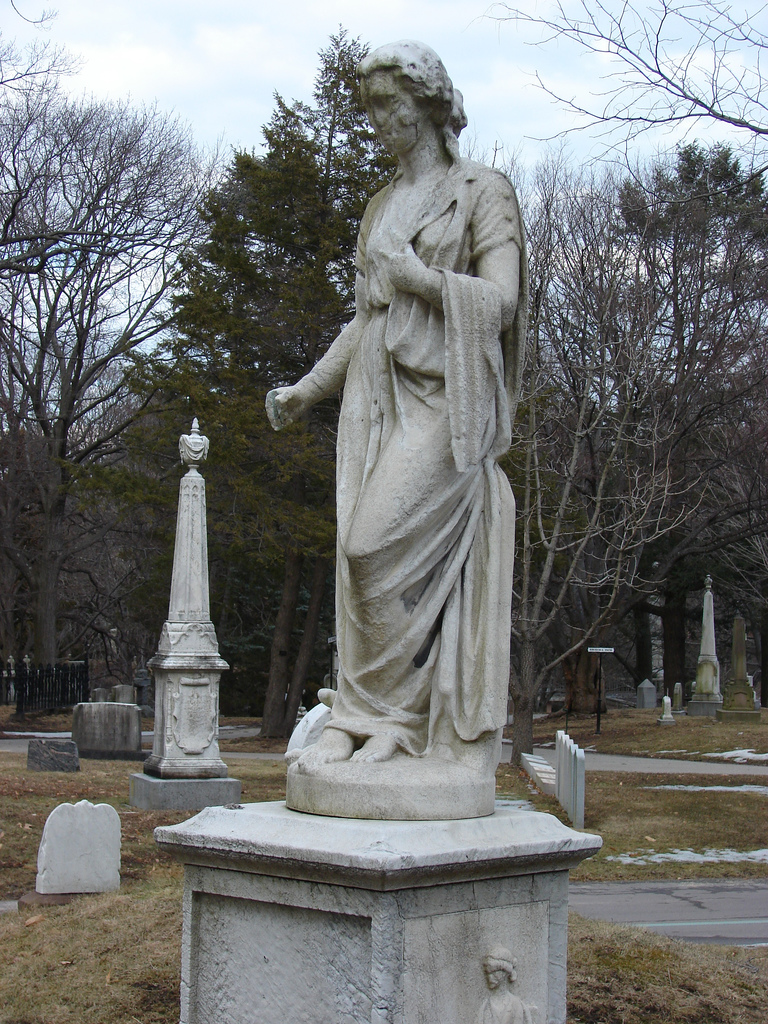
Tomba realizzata da Edmonia Lewis